# Carebaco Juniors 2013
Das Carebaco Juniors 2013 als bedeutendstes internationales Nachwuchsturnier des Badmintonverbandes CAREBACO fand vom 13. bis zum 15. September 2013 in San Juan in Puerto Rico statt.

## Sieger und Platzierte
| Disziplin    | Gold                                 | Silber                                          | Bronze                                                  |
| ------------ | ------------------------------------ | ----------------------------------------------- | ------------------------------------------------------- |
| Herreneinzel | Rubén Castellanos                    | Pedro Zapata Santana                            | Ryan Chew                                               |
| Herreneinzel | Rubén Castellanos                    | Pedro Zapata Santana                            | Samuel Ricketts                                         |
| Dameneinzel  | Saribel Caceres Ramos                | Licelott Sánchez                                | Rugshaar Ishaak                                         |
| Dameneinzel  | Saribel Caceres Ramos                | Licelott Sánchez                                | Anais Alexandrine                                       |
| Herrendoppel | Rubén Castellanos Brandon Samayoa    | Aleandro Solas Pedro Zapata Santana             | Reimi Starling Cabrera Rosario Luis Alejandro Rodriguez |
| Herrendoppel | Rubén Castellanos Brandon Samayoa    | Aleandro Solas Pedro Zapata Santana             | Tremar Barham Samuel Ricketts                           |
| Damendoppel  | Yamile Martinez Licelott Sánchez     | Saribel Caceres Ramos Génesis Valentín          | Rugshaar Ishaak Crystal Leefmans                        |
| Mixed        | Aleandro Solas Saribel Caceres Ramos | Reimi Starling Cabrera Rosario Licelott Sánchez | Luis Alejandro Rodriguez Yamile Martinez                |
| Mixed        | Aleandro Solas Saribel Caceres Ramos | Reimi Starling Cabrera Rosario Licelott Sánchez | Pedro Zapata Santana Génesis Valentín                   |
| Teams        | Puerto Rico                          | Suriname                                        | Dominikanische Republik                                 |